# Maquis (résistance)
Pour les articles homonymes, voir Maquis.

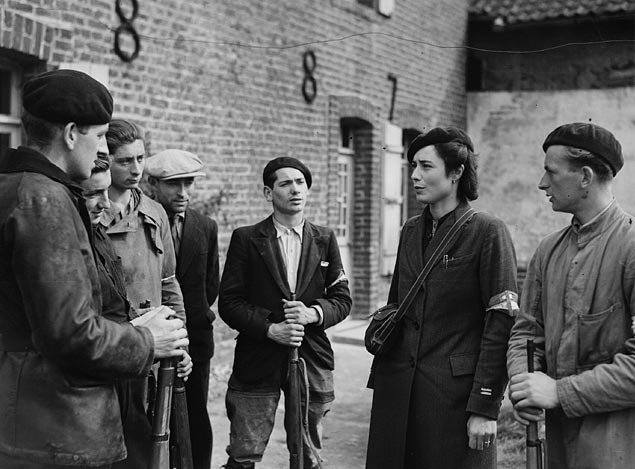
Membres du maquis à La Trésorerie (Wimille) dans le Pas-de-Calais en 1944.

« Maquis » désigne aussi bien un groupe de résistants que le lieu où ils opérèrent durant la Seconde Guerre mondiale. Les résistants sont surnommés « maquisards », cachés dans des régions peu peuplées, forêts ou montagnes.
Le nom fait référence à une forme de végétation méditerranéenne, le maquis, et plus encore à l'expression d'origine corse « prendre le maquis » (« Piglià a machja »), signifiant se réfugier dans la forêt pour se soustraire aux autorités ou à une vendetta ou pouvant renvoyer aux différentes résistances armées ayant eu lieu sur l'île au fil de l'histoire.
Leur nombre est estimé entre 25 000 et 40 000 à l'automne 1943 et aux environs de 100 000 en juin 1944,.
Les maquis de l'Ain (Henri Romans-Petit), des Glières (Tom Morel), du Vercors (François Huet), du Mont-Mouchet (Émile Coulaudon), du Limousin (Georges Guingouin), de Saint Marcel dans le Morbihan sont parmi les plus célèbres,.

## Formation
Dès 1940, des résistants entrent en clandestinité. Certains vont se réfugier dans des maquis et vivent grâce à l'aide de la population locale. Le mouvement s'amplifie les années suivantes. Des militaires, des résistants traqués, des Républicains espagnols, des Juifs, des déserteurs de l'armée allemande forment les premiers contingents.
Une accélération se produit avec les lois françaises du régime de Vichy (s'appliquant donc aux deux zones) instaurant le travail obligatoire en Allemagne : celle du 4 septembre 1942 (désignation et prélèvement dans les entreprises) puis celle du 16 février 1943 (service du travail obligatoire). Un grand nombre de réfractaires, pour échapper aux forces de l'ordre vichystes (police et gendarmerie française), vont se cacher dans des lieux reculés.
Cette forme de clandestinité n'est possible que quand le terrain s'y prête et avec la bienveillance des populations locales, fermes isolées ou petits villages. C'est principalement dans les massifs forestiers et régions montagneuses d'accès difficiles en Bretagne, dans le Massif central, les Alpes et le Sud de la France que se constituent les maquis.
Très tôt intégrés à la Résistance, ils vont progressivement être encadrés et organisés au sein des Forces françaises de l'intérieur (FFI, liées au Gouvernement provisoire de la République française d'Alger) ou des Francs-Tireurs et Partisans Français (FTPF, communistes).
Avec l'expérience d'anciens officiers et sous-officiers d'active ou de réserve, ils y découvrent la discipline militaire. Leur armement se constitue grâce à des attaques d'armureries et à des parachutages alliés. C'est par des techniques de guérilla que les commandos s'attaquent aux troupes d'occupation allemandes et à la Milice (créée en janvier 1943). Les actions de sabotages entravent l'économie de guerre et les déplacements des forces militaires allemandes. Les maquis s'inscrivent également dans les filières d'évasion pour les aviateurs alliés dont l'avion a été abattu et pour les Juifs.

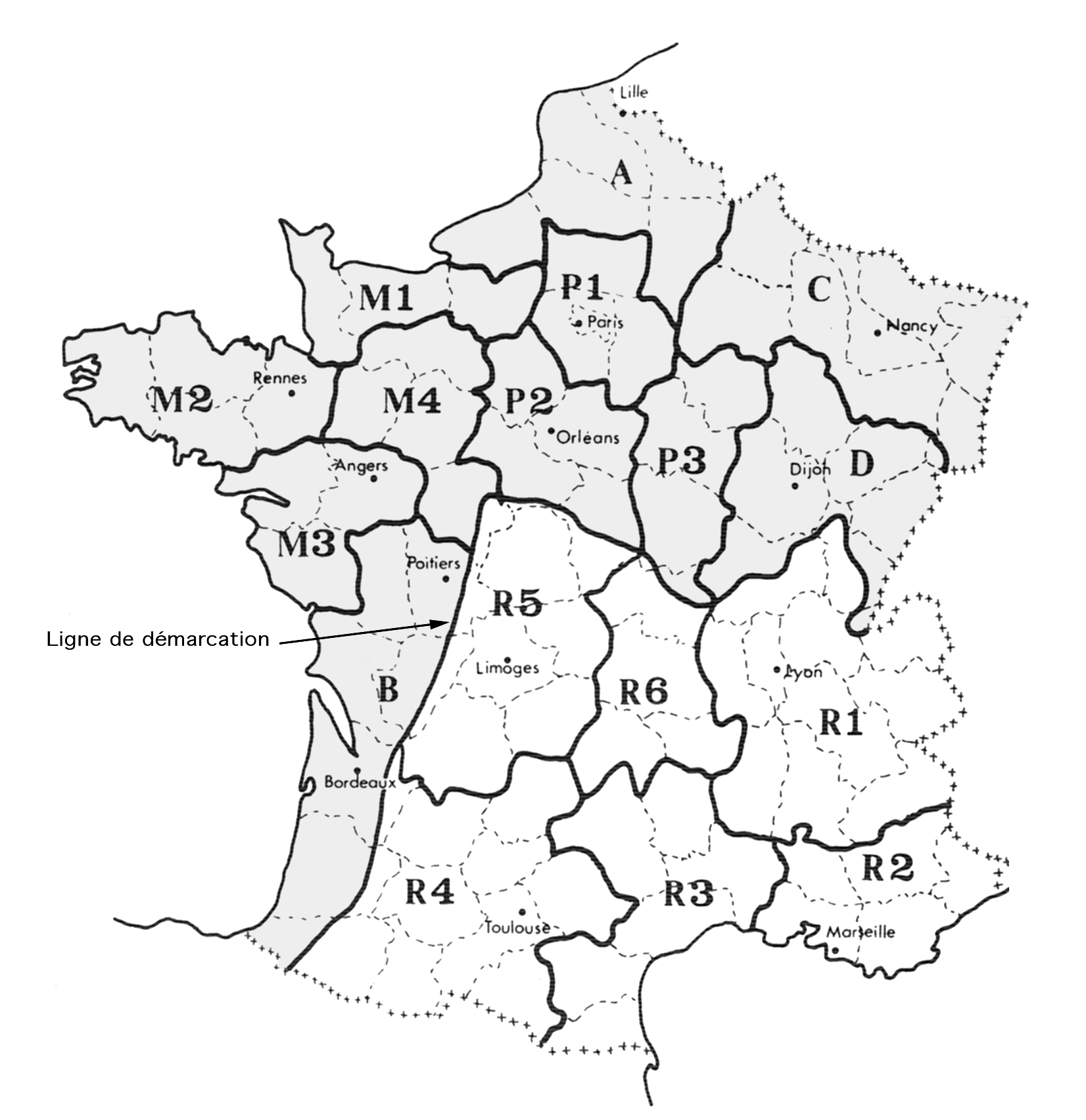
Organisation géographique de la Résistance française.

## Évolution
Le premier maquis en France est installé dans le massif du Vercors en décembre 1942[source insuffisante]. L'institution du STO conduit de nombreux "réfractaires" dans les différents maquis. Par sa proximité avec plusieurs grands massifs montagneux, la ville de Grenoble devient sur les ondes de la BBC la capitale des maquis.
Dès 1943, les Britanniques envoient des agents, des armes et des munitions dans les maquis par l'intermédiaire du Special Operations Executive (SOE) créé en 1940 par Winston Churchill. Les Américains, grâce à l'Office of Strategic Services (OSS), enverront eux aussi leurs agents en France, en collaboration avec le SOE.

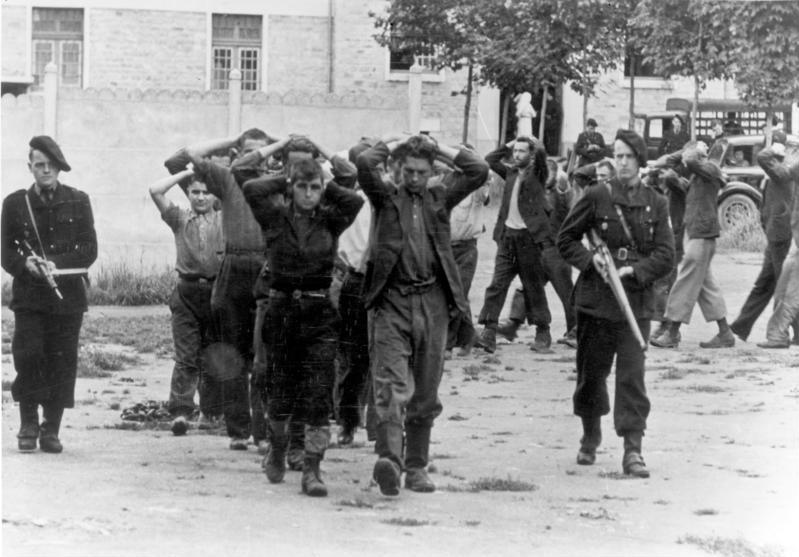
Légende originale de la photo : Le maquis rouge en France.
Dans une action contre les terroristes en France, de nombreux prisonniers ont été faits. Parmi eux se trouvent de nombreuses natures criminelles, les meurtres, les vols, les attentats dans les trains, etc. qu'ils ont sur leur conscience. Ils sont gardés par des membres de la Milice française, qui lutte au coude à coude avec les soldats allemands contre le bolchevisme.

À l'approche du débarquement de Normandie le 6 juin 1944, et surtout après celui de Provence le 15 août, les maquis, dont les effectifs augmentent grandement pour l'occasion, lancent des opérations de guérilla pour ralentir les mouvements de l'armée allemande. En mars 1944, l'armée allemande prenant conscience de ce phénomène, une campagne de terreur commence, incluant des représailles dans les zones où la Résistance est la plus active.

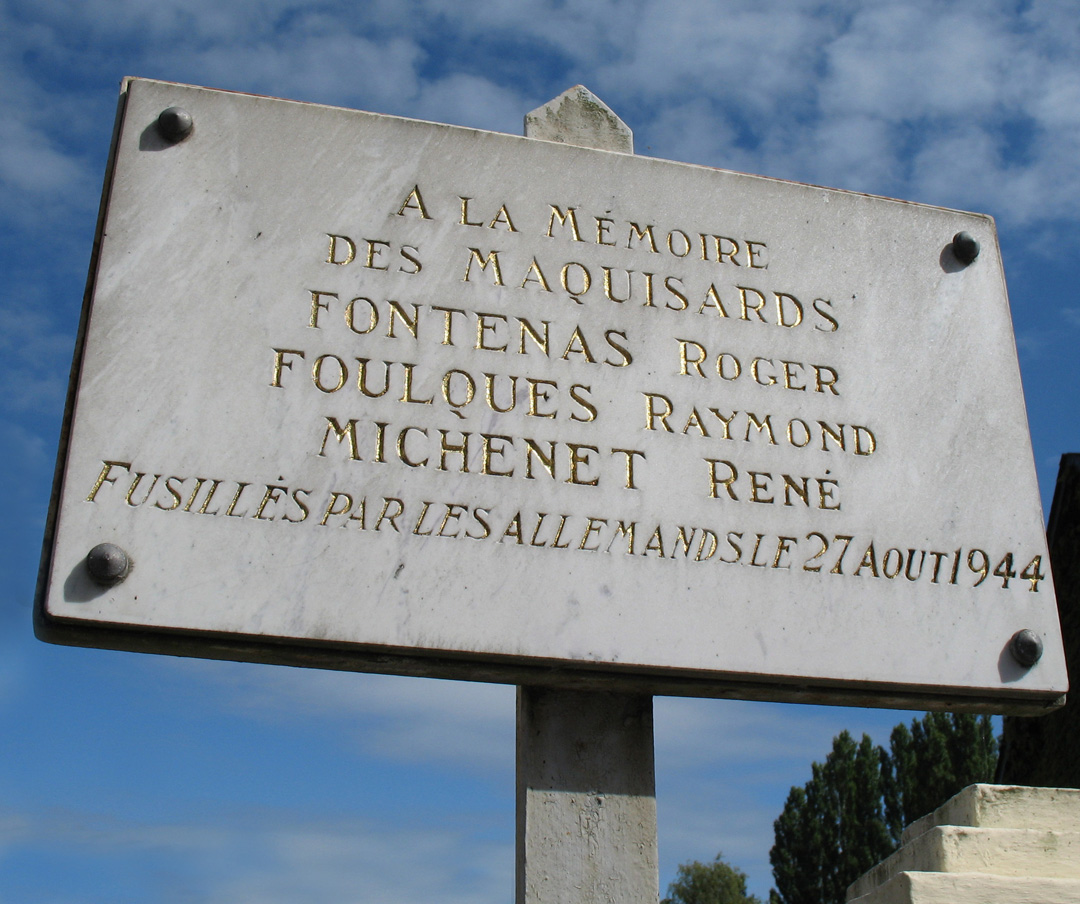
Plaque à la mémoire de trois maquisards fusillés le 27 août 1944 à Ligueil en Indre-et-Loire.

Durant le débarquement de Normandie, le maquis et d'autres groupes de résistants jouent un rôle non négligeable, en retardant l'arrivée des renforts allemands. Au fur et à mesure de la progression alliée, les groupes de maquisards combattent très violemment les troupes allemandes. Par exemple, le groupe de 7 000 maquisards de Nancy Wake affronte 22 000 Allemands le 20 juin 1944. Certaines cellules ne font pas de prisonniers, et bien souvent les Allemands préfèrent être capturés par les Alliés que par les maquis. De l'autre côté, les maquisards capturés sont fusillés ou torturés et déportés en camp de concentration, dont très peu reviendront.

## Organisation
Les cellules maquisardes prennent le nom de l'endroit depuis lequel elles opèrent (par exemple le maquis du Vercors), d’un évènement historique (par exemple Valmy ou Bir-Hakeim, avec différentes orthographes) ou d’un personnage historique (Saint-Just ou Charles Martel). La taille de ces cellules peut aller d'une dizaine d'hommes et de femmes à plusieurs milliers.
Du point de vue politique, les maquis sont très variés, allant des nationalistes de droite aux communistes. Certaines cellules dans le Sud-ouest de la France sont composées exclusivement de républicains espagnols, vétérans de la guerre d'Espagne. La Lozère accueille même un maquis allemand, dirigé par le communiste Otto Kühne.
Les maquisards se distinguent par le port du béret basque, suffisamment répandu pour ne pas éveiller les soupçons mais assez explicite.
Les combats des maquis ne sont qu'une des formes de la Résistance.
Les maquis sont dissous par de Gaulle à la libération de la France : les FFI sont alors amalgamés à l’armée française.
Les journées s'organisent selon une routine militaire : lever à l'aube, exercice physique, maniement d'armes. Les conditions de vie sont rudimentaires. On dort à même le sol dans des granges ou des cabanes abandonnées. Le ravitaillement difficile des maquisards est fourni par les paysans des environs, par des réquisitions ou du troc du bois abattu. L'ordinaire comporte des carottes, châtaignes, oignons, rutabagas, et peut être amélioré par le produit du braconnage ou de la chasse au lapin pour fournir de la viande qui n'est pas présente chaque jour.

## Quelques maquis

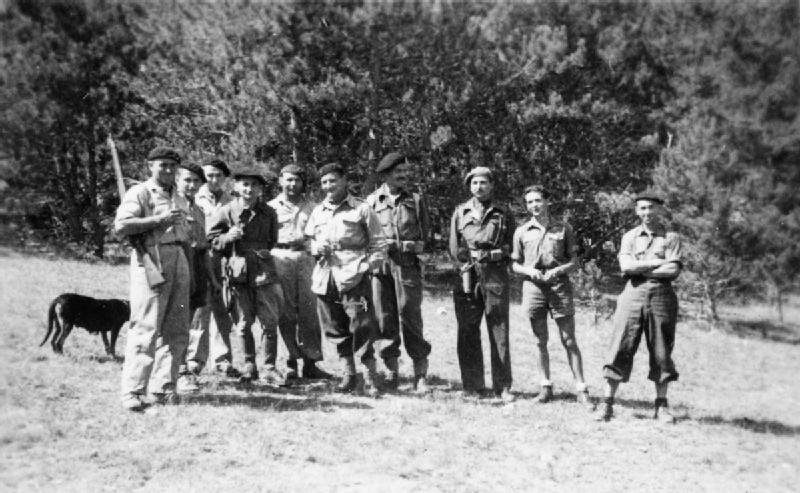
Maquisards et officiers du SOE aux alentours de Savournon, Hautes-Alpes, août 1944.

### Principaux maquis
- Maquis de l'Ain à Oyonnax et Bourg-en-Bresse
- Maquis des Glières et maquis du Vercors dans les Alpes
- Maquis de Saint-Marcel en Bretagne
- Maquis du Mont-Mouchet et maquis du Limousin dans le Massif central

### Autres maquis
- Maquis de l'Oisans, maquis du Grésivaudan, du Beaufortain, maquis de Tréminis dans les Alpes
- Maquis de Souesmes dans le Loir-et-Cher
- Maquis Timo, les Luzettes - Quercy (mars 1943 - janvier 1944), Passé à l’A.S. Corrèze à Camps
- Maquis de l'Oise
- Maquis des Confins à la Clusaz
- Maquis Bir-Hakeim
- Maquis des Bouzèdes
- Maquis de Mazinghien, dans le Nord-Pas-de-Calais
- Maquis Bayard, dans le Morvan
- Maquis Bernard, communes d'Ouroux-en-Morvan & Montsauche, dans le Morvan
- Maquis Bertrand, dans le Morvan
- Maquis Chaumard, dans le Morvan
- Maquis Félix, dans le Morvan
- Maquis Fiottes ou Moux, dans le Morvan
- Maquis Jean, dans le Morvan
- Maquis Joseph, dans le Morvan
- Maquis Julien, dans le Morvan
- Maquis Maurice, dans le Morvan
- Maquis Mariaux, dans le Morvan
- Maquis Nasica, dans le Morvan
- Maquis Sanglier, dans le Morvan
- Maquis Serge, dans le Morvan
- Maquis Valmy, dans le Morvan
- Maquis Vauban, dans le Morvan
- Maquis Ventoux, dans le Vaucluse et la Drôme
- Maquis de Tramalou dans les Alpes-de-Haute-Provence
- Maquis de Saffré en Loire-Atlantique
- Maquis de la Maison rouge à Les Touches en Loire-Atlantique
- Maquis du Lomont et d'Ecot, dans le Doubs
- Maquis des Vosges
- Maquis de Vabre et Corps Franc du Sidobre dans le Tarn
- Maquis de la Montagne Noire (Corps-franc de la Montagne Noire) à la frontière du Tarn et de l'Aude
- Maquis de Fontjun et maquis "La Tourette" (créé par Jean Bène) dans l'Hérault
- Maquis Aigoual-Cévennes essentiellement entre Gard et Lozère
- Maquis de Lozère, dirigé par l'antifasciste allemand Otto Kühne
- Maquis de Plainville, à Marolles-les-Buis en Eure-et-Loir
- Maquis de Picaussel dans l'Aude
- Maquis de Saint-Mards-en-Othe dans l'Aube
- Maquis de Lorris dans le Loiret
- Maquis de Sainte-Anne dans les Bouches-du-Rhône
- Maquis Vallier dans le Var
- Maquis de Rieumes Haute-Garonne
- Maquis de Saint-Lys Haute-Garonne
- Corps franc Pommiès
- Maquis du Haut-du-Bois (Eloyes)
- Maquis Surcouf Normandie
- Maquis Camille dans le Morvan
- Maquis des Isles Ménéfrier
- maquis Lucien Sampaix en Corrèze
- Maquis de la Soureilhade
- Maquis du Loup à Clamecy, dans le Morvan (Nièvre)
- Maquis Louis à Larochemillay, dans le Morvan
- Maquis Arete-Saules à Sévérac-le-Château dans l’Aveyron
- Groupe Vény (F.F.I.) dit Maquis Antoine à Villelongue (cne Cabanès) Tarn & Aveyron
- Maquis Lecoz
- Maquis du Val d'Ardière (Beaujolais) dirigé par Jean Chatelet à Avenas et Marchampt par la suite.
- Maquis Vendémiaire (mars 43 - décembre 43) dans le haut beaujolais
- Maquis "Camp Desthieux" de la vallée d'Azergues (69)
- Maquis de Corse
- Maquis de Villebaudon-Beaucoudray
- Maquis des Manises, Ardennes
- Maquis Vasio à Vaison-la-Romaine et les alentours
- Maquis de la Lance en Drôme
- Maquis varois[14]
- Maquis de Barneville à Barneville-sur-Seine (Eure)

## Guerre d'indépendance de l'Algérie
La même appellation, « maquis », a servi à désigner sur le même modèle aussi bien un groupe de résistants que le lieu où ils opérèrent durant la guerre d'Algérie (1954-1962). Les résistants sont surnommés « maquisards » ou « fellagas » (en arabe algérien et en français d'Algérie), cachés dans des régions rurales, forêts ou montagnes. L'expression « prendre le maquis » y a également été utilisée.
Lors de la guerre civile algérienne, l'expression est à nouveau utilisée.

## Culture populaire
- Dans l'univers de Star Trek, le Maquis, mouvement de résistance à l'occupation cardassienne, est directement inspiré des mouvements de résistance de la Seconde Guerre mondiale.